# Papež Urban V.
Urban V., rojen kot Guillaume de Grimoard je bil katoliški benediktinski opat, papež in blaženec ; *1310, grad Grizac, (Gévaudan, Le Pont-de-Montvert Languedoc, Francosko kraljestvo; danes: Francija); † 19. december 1370, Avignon (Provansa, Papeška država – danes Francija).

## Življenjepis

### Mladost
Guillaume de Grimoard se je rodil 1310 na gradu Grizac (Château de Grizac), v bližini Pont-de-Montverta (Lozère) v viteški družini. Oče Guillaume de Grimoard in mati Amphélise de Montferrand sta pričakovala, da bo po izročilu kot najstarjši sin podedoval premoženje – vendar je komaj dvanajstleten prejel tonzuro pri benediktincih. Lepo, toda surovo okolje mu je izostrilo čut za naravne lepote. Očeta je sprejel kot papež v Avignon, kjer je umrl 13. oktobra 1366 star skoraj sto let. Mati je bila v sorodstvu z rodbino Aigrefeuille – obe rodovini pa sta bila v vazalskem odnosu s škofom iz Menda. Krstni boter mu je bil Elzéar de Sabran, plemič v Arianu 

Postal je benediktinski menih, predavatelj cerkvenega prava v Montpellierju, opat pri Saint-Germain v Auxerre in potem pri Saint-Victorju v  Marseille-ju. 

Glede načina življenja je bil do sebe zelo strog. Tudi pri duhovnikih je pazil na brezhibno dobro ime in zavzeto nastopal proti simoniji in nepotizmu. 

### Papež
Papeški sedež je zasedel proti koncu t. i. avignonskega izgnanstva in se ni hotel sprijazniti s tem neugodnim položajem, kar mu je prineslo naklonjenost rimskega ljudstva. Ko se je konklave v Avignonu l. 1362 po smrti Inocenca VI. odločil, da bo Francoz Grimoard iz Grisaca pri Mendu novi papež, je bil ta upravitelj škofije Avignon in opat benediktinskega samostana Saint-Victor v Marseillu. 
 
Kmalu po izvolitvi je objavil svoj sklep, da bo zapustil Avignon in se vrnil v Rim. Cesar Karel IV. in redovna ustanoviteljica Brigita Švedska sta se neprestano obračala na papeža, naj se vrne v Rim. 30. aprila 1367 je bilo vse pripravljeno. Kljub nejevolji francoskega kralja in francoskih kardinalov je zapustil Avignon. Po večmesečnem bivanju v papeški palači v Viterbu je 16. oktobra 1367 med vzklikanjem ljudstva prišel v Rim.
 
Pred odhodom v Rim je papež Urban poromal na Marijino božjo pot v Loreto. Tam se je srečal z velikim številom hrvaških romarjev, ki so prišli z različnih strani in so se ravno takrat nahajali v tem znanem svetišču. Njihova pobožnost je papeža zelo ganila in po prihodu v Rim jim je po frančiškanu patru Bonifaciju poslal čudodelno podobo Mater Božje, ki jo še danes častijo na Trsatu. 

Kljub slovesnemu sprejemu v Rimu mir ni trajal dolgo. Kmalu so v večnem mestu izbruhnili nemiri. Nesrečen in razočaran je papež brezuspešno skušal ohranjati mir. To ga je nagnilo k odločitvi, da zapusti Rim. Preden je odpotoval, mu je sv. Brigita, ki ga je pozivala, naj nujno ostane, napovedala bližnjo smrt, če bo odšel. 

Ko je l. 1370 spet izbruhnila stoletna vojna med Francijo in Anglijo, se je papež vrnil v Avignon, da bi po svojih močeh posredoval v sporu. Pa mu ni bilo dano: že kmalu po prihodu v južno Francijo je hudo zbolel za visoko vročino neznanega izvora, tri mesece pozneje, 19. decembra 1370, pa je umrl v papeški palači v Avignonu. 

### Vnema zaekumenizeminkrižarsko vojno
17. oktobra 1368 se je cesar Karel IV.  pridružil papežu v Viterbu s skromnim vojaškim spremstvom. Preden je zapustil Nemčijo, je potdil cerkvene pravice. 21. oktobra sta papež in cesar skupaj vstopila v Rim in Karel je ponižno vodil papeževo mulo. 1. novembra je cesar ministriral pri maši, med katero je Urban kronal kraljico. Že več ko sto let nista živela papež in cesar v takem prijateljstvu. 

18. oktobra 1369 je prišel v Rim bizantinski cesar Ivan Paleolog prosit pomoč zoper muslimane; odpovedal se je razkolu in sprejel celotno katoliško učenje, ko ga je papež sprejel na stopnicah cerkve sv. Petra. Bodisi zahodni bodisi vzhodni – oba cesarja sta bila le senci svojih predhodnikov, in njuna slovesna obiska nista mogla papežu kaj prida pomagati. 

Papež pa je pokazal veliko vnemo za križarsko vojno. 29. marca 1363 se je pojavil v Avignonu ciprski kralj in naslovni kralj jeruzalemski Pierre de Lusignan, da bi zaprosil za pomoč zoper muslimanske Turke. Že 31. marca, na Veliki petek, je Urban pridigal križarsko vojno in podelil križ kraljem Francije, Danske in Cipra; čeprav je ciprski kralj osvojil Aleksandrijo 11. oktobra 1365, ni mogel obdržati mesta, ker ni dobil obljubljene podpore. Križarski duh je bil v Evropi mrtev. 

### Dela
- In Cœna Domini (1363)

## Smrt in spomin
Najprej so ga pokopali v avinjonski stolnici, kjer so ga ljudje takoj začeli častiti kot svetnika; polagoma so prenesli njegove relikvije v baziliko Saint-Victor v Marseillu, kjer je bil opat – in mu postavili mogočen nagrobnik. Papeževe kosti in spomenik so med francosko revolucijo postali žrtev splošnega uničevalskega besa nahujskane drhali. 
 
Papež Pij IX. je 10. marca 1870 potrdil njegovo češčenje. Danes ga častijo predvsem v Provansi.

### Odlikovanja
Papež Klemen VI. je prejel odlikovanje Vrhovnega Kristusovega reda in je s tem postal veliki mojster vrhovnega Kristusovega reda.

### Upodobitve
Urbana V. večinoma upodabljajo v srednjih letih in brez brade; njegovi atributi so palma, kelih, relikvije in tiara. Najbolj znana je Urbanova upodobitev z glavama apostola Petra in apostola Pavla, ki je v lateranski baziliki. Večkrat je predstavljen tudi s sliko obeh apostolov, npr. na freski iz 14.st. v cerkvi S. Domenico v Spoletu v kripti.

### Ocena
Urban V. je bil najboljši med avinjonskimi papeži: pobožen, ljubitelj obnove, velikodušen. Zavračal je razkošnost in živel vedno strogo kot redovnik. Podpiral je učenost in univerze, izgradnjo cerkva in stolnic, in si prizadeval dvigniti kulturno in nravno raven mlade duhovščine. Na splošno so ga ljubili in spoštovali. 

Papež Urban V. je bil velik dobrotnik človeštva. Prištevajo ga med papeže-humaniste in kot tak je bil velik graditelj. Njemu se ima zahvaliti za svoj obstoj in umetniško dovršenost stolnica v Mendu, kakor tudi Medicinska fakulteta na montpellierski univerzi ter vseučiliščna zavoda v Bédouésu in v Quézacu. Kot evropski vizionar je ustanovil Krakovsko (Jagelonsko) 12. maja 1364 in Dunajsko univerzo 12. marca 1365. Kot izkušen diplomat je posredoval v različnih sporih, zlasti v stoletni vojni, kjer je izposloval izpustitev Ivana Dobrega , ki so ga zajeli Angleži. Ob papeževi smrti so ljudje govorili, češ da je umrl »svet človek«. 

### Motto
Njegov motto je bil: "Domine, opera tua manuum tuarum ne despicias" 